# 稲垣政成
稲垣 政成（いながき まさなり、2002年6月18日 - ）は、日本の俳優、ファッションモデル。

## 出演

### テレビドラマ
- 花のち晴れ〜花男 Next Season〜 第7話（2018年5月、TBS）
- 正義の天秤 第1話（2021年9月、NHK） - 立花隆介 役
- 妙高のたからもの 第1.2話（2022年1月） - 近藤堯 役(主役の青年時代)
- 混声の森（前編）（2022年3月、NHK BS4K）
- 暴太郎戦隊ドンブラザーズ 第7話 （2022年4月、テレビ朝日） - 秦野 役(空手部主将)
- ガリレオ 禁断の魔術（2022年9月17日、フジテレビ） - 高校生 役

### 短編映画
- ワンピースを着ていなくても（2022年12月23日 - 25日 中山佳香 監督） - タロウ 役[2]

### 舞台
- 浅草軽演劇集団ウズイチ
  - 旗揚げ公演 シャフ（2018年3月2日 - 11日、浅草九劇） - ユズル 役
  - 第2回公演 シャフ（2018年7月27日 - 8月5日、浅草九劇） - ジン 役
  - 第3回公演 シャフ〜vol.3〜（2018年11月27日 - 12月2日、浅草九劇） - マサキ 役
  - 第4回公演 シャフ〜えびす屋と浅草六芸神〜（2019年3月28日 - 4月7日、浅草九劇） - 踊神 役
  - 第5回公演 シャフ〜浅草の秘宝〜（2019年8月29日 - 9月8日、浅草九劇） - ユズル 役
  - 第6回公演 ダンス・オブ・ウォーリアーin浅草 （2020年3月2日 - 8日、浅草九劇） - ピーター 役
- 『Regulation‘s High！』(2022年11月30日 - 12月4日、シアターサンモール )  - 佐伯圭介 役[3]
- 『Regulation's High-Second-』（2023年10月18日 - 22日、中目黒キンケロ・シアター） - 佐伯圭介 役[4][5]
- 『真夜中の戦士』（2024年11月23日 - 12月1日、すみだパークシアター倉）[6]

### CM
- docomo future project KAZE FILMS （2022年4月）
- 湯快リゾート「とりあえず行っちゃう！？ゆかいな学旅」（2022年1月）
- ニチイ新卒介護職　採用MOVIE 「やさしさも、自分らしさ。」篇 （2021年7月）
- オリックスグループ「世界はサステナブルへ。オリックスもサステナブルへ。」篇 （2021年5月）
- 道頓堀グリコサイン「卒業アルバム」ムービー（2021年3月）
- PayPay （2019年1月）

### ミュージック・ビデオ
- THIS VERY DAY「BRAND NEW WORLD」（2019年8月）